# Liščí smyčka

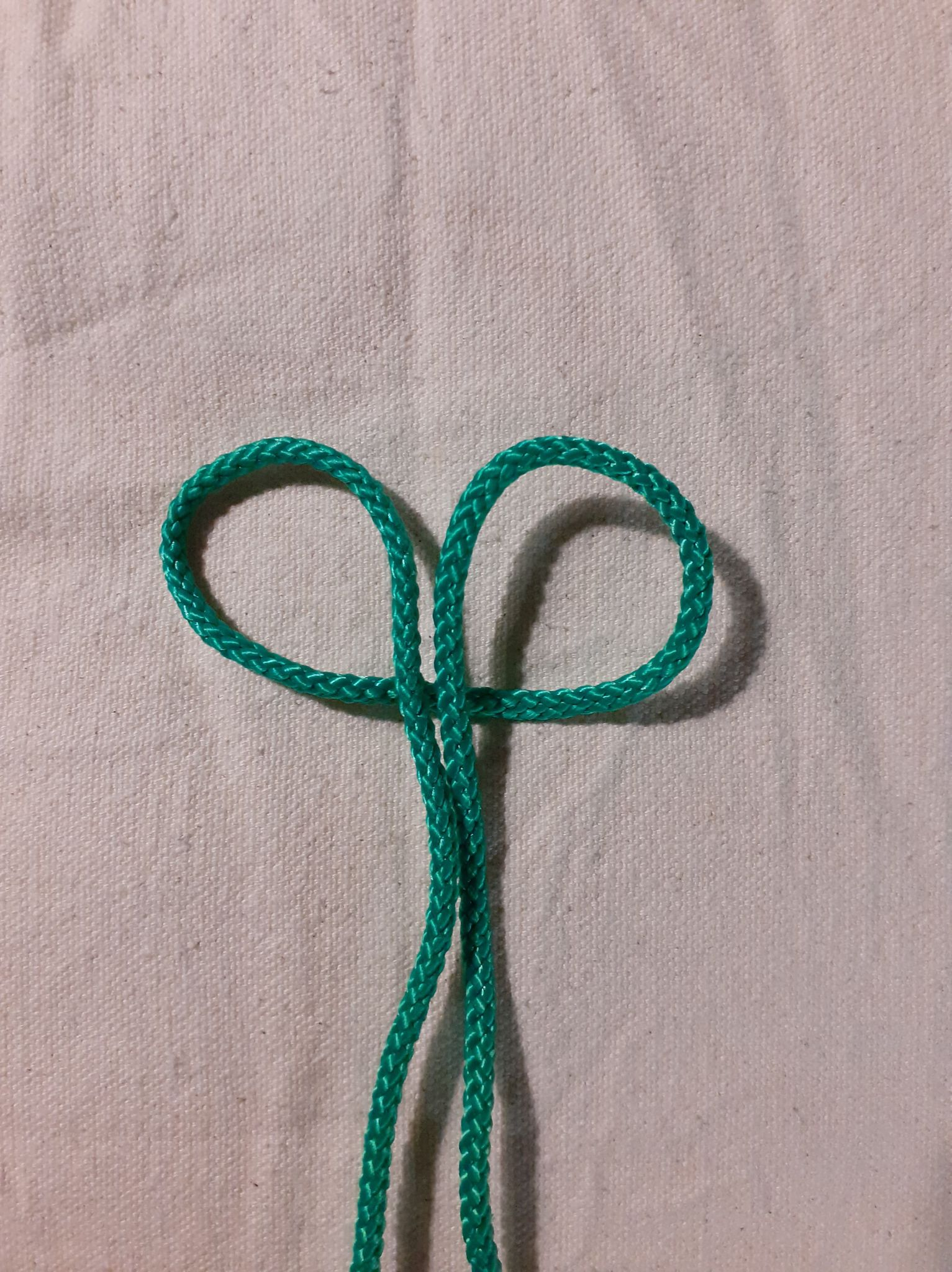
Rozložená smyčka

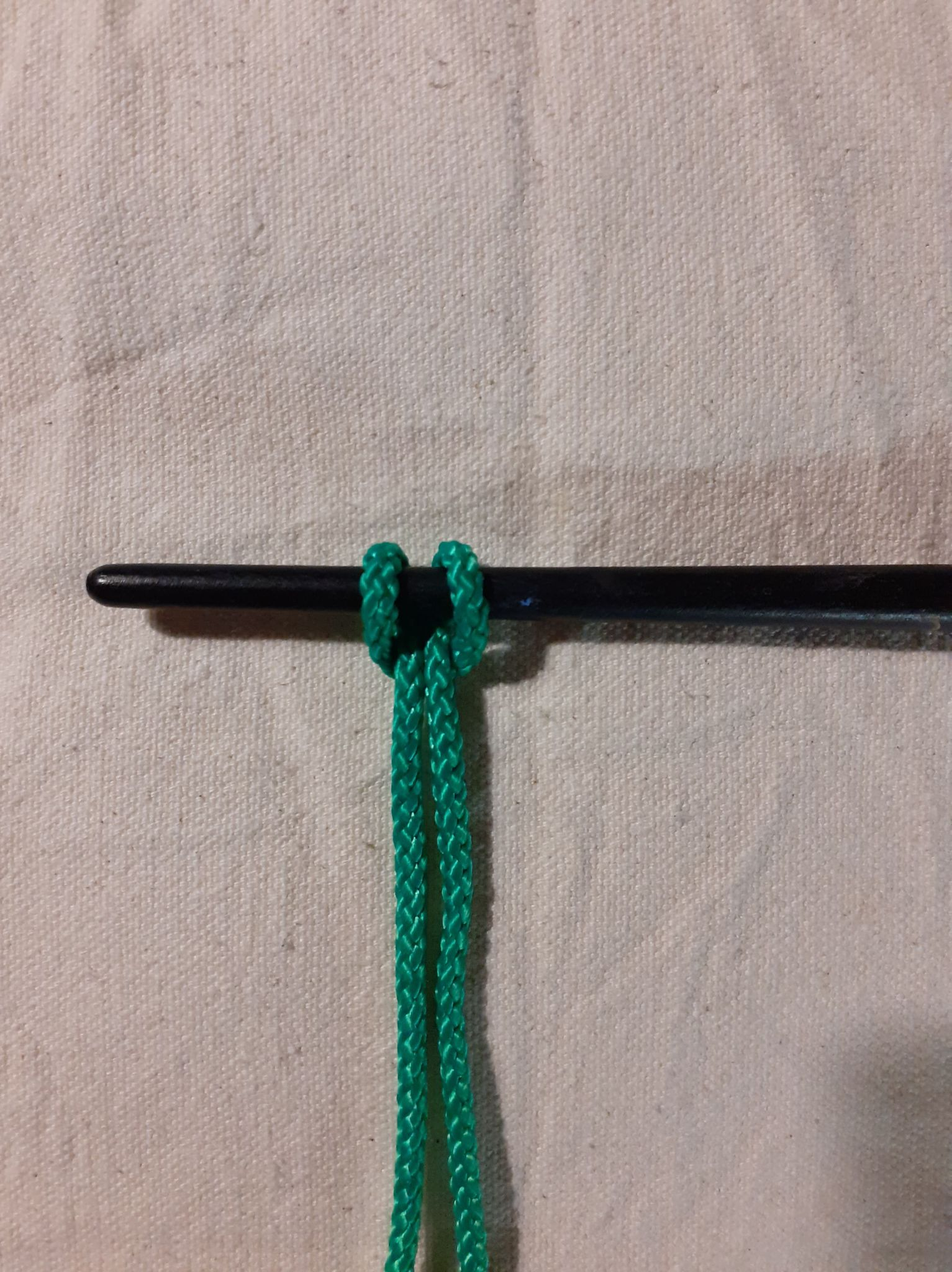
Hotová smyčka

Liščí smyčka známá též jako „Liščí uzel“ nebo „Jednoduchý prusík“  a hovorově „Liščák“ je jedním z nejznámějších uzlů. Je velice jednoduchý a hojně používaný.

## Použití
Liščí uzel se používá, je-li potřeba připevnit lano k jakémukoli válcovitému předmětu. Slouží také jako pojistný uzel, např. k upevnění hamaky apod. Při uvázání více závitů se používá jako zadrhovací uzel ke šplhání na laně, k vypínání lan systémem kladek, k sebezajištění atd. Čím více je zatěžován, tím pevněji se svírá, zatímco při povolení liščí uzel nedrží tvar. Je proto tedy nutné oba konce lana vycházející z uzlu rovnoměrně zatěžovat, jinak se uzel velmi snadno rozváže.

## Způsoby vazby
Postupů při vázání tohoto uzlu je několik. Záleží na typu kůlu či jiného předmětu.
- Nejprve přesuneme vrchol kličky směrem ke koncům lana a tím na laně vytvoříme 2 očka. Tato 2 očka přetáhneme přes sebe a navlékneme na kůl.[2]
- Provaz obtočíme kolem stromu. Poté lano překryjeme přes již napnutý začátek a znovu obtočíme. Jako poslední krok protáhneme konec lana přes nově vytvořenou horizontální smyčku a máme hotovo.

Pro zvýšení spolehlivosti zdroje doporučují spojit oba konce k sobě např. dračí smyčkou.